# 雲谷派
雲谷派（うんこくは）は、雲谷等顔を開祖とする江戸時代の画派。中国・北九州地方を活躍の場とした。毛利輝元に仕えた雲谷等顔、雲谷等益、福島正則に仕えた雲谷等屋や、江戸時代の雲谷等爾、雲谷等遮らがいる。等益は、兄の三人の遺児と実子四人を画家として育て、それぞれ独立したため雲谷派には7つの系統がある。代々毛利家の絵師として仕え、萩を拠点に幕末まで存続した。
雪舟の流れを汲んだ線描が強く硬直的な真体水墨画的な山水画の他、彩色した花鳥を題材とした作品や僅かではあるが風俗画も見られる。雪舟の正当継承者を主張し、その模写や研究などをさかんに行っていた。雲谷派は等顔が築いた雪舟様の画法を墨守したため、形骸化・保守化が著しい側面があるが、その守旧さゆえに桃山風の華麗な装飾性が後々まで残ったとも言える。